# Acacia roigii
Acacia roigii é uma espécie de leguminosa do gênero Acacia, pertencente à família Fabaceae.